# Wolter Keers

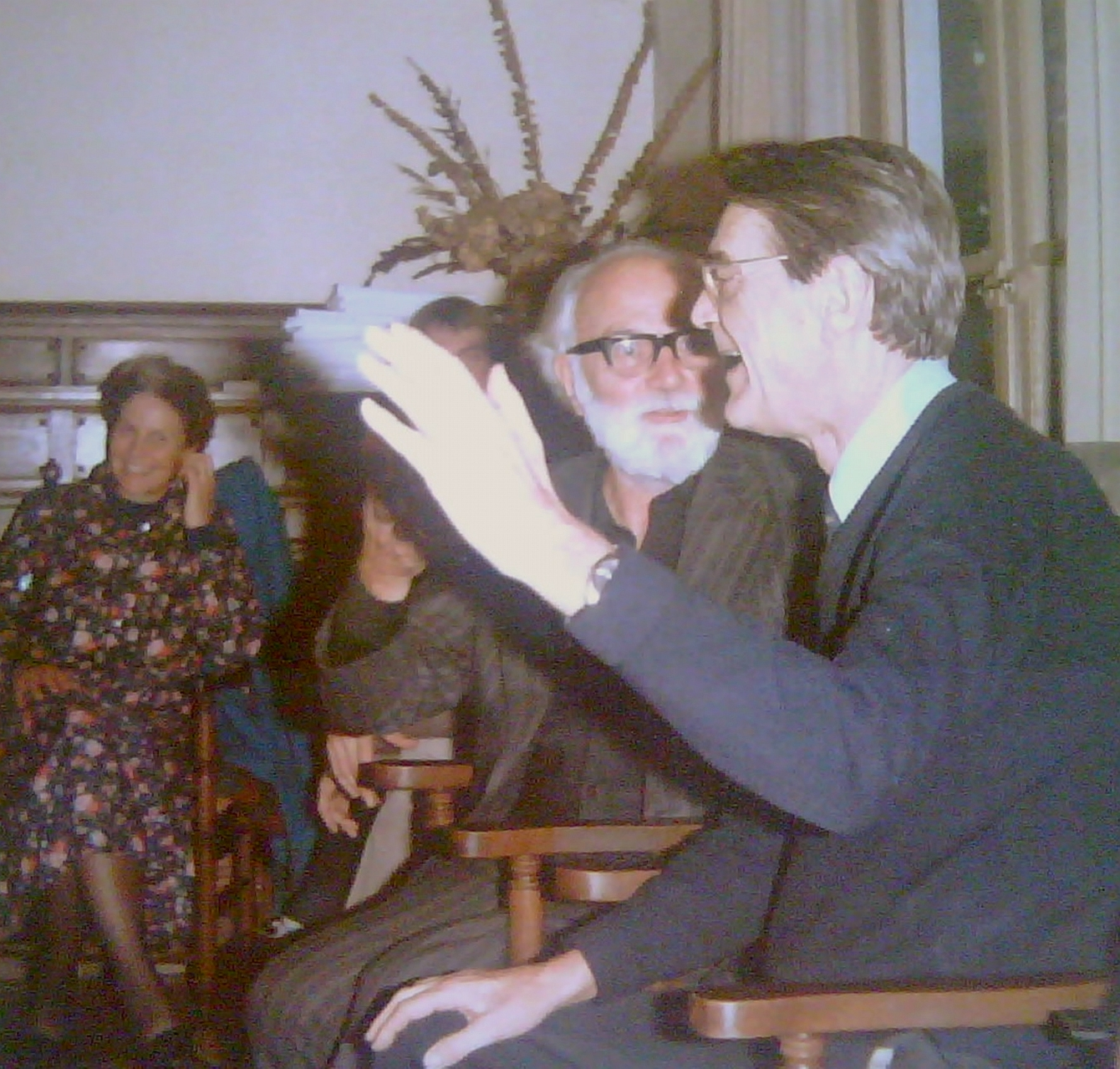
Wolter Keers (voorgrond) in 1984, naast Douglas Harding

Wolter Arinus Keers (Stitswerd, 14 februari 1923 – Hilversum, 7 januari 1985) was een Nederlandse schrijver en Advaita Vedanta-spreker.
Als een van de eersten introduceerde Keers Advaita Vedanta in Nederland. Al in de jaren 50 van de 20e eeuw reisde hij naar India waar hij in contact kwam met verschillende meesters. Keers werd leerling van Ramana Maharshi en Sri Krishna Menon.
Rond 1970 begon hij zelf bijeenkomsten te leiden. Eerst in Brussel, waar hij werkte bij de EEG, en in Gent. Later ook op diverse andere plaatsen in Nederland en België.
Keers schreef een aantal boeken en was hoofdredacteur en auteur van vele artikelen in de tijdschriften:Yoga kroniek en Yoga en Vedanta. Later gaf hij een eigen tijdschrift uit: Yoga Advaita (1977-1982) en Advaita (1983-1985).
Er verschenen ook artikelen van hem in The Mountain path en in Être.
Ook vertaalde Keers de boeken Ik Ben en Zijn van Sri Nisargadatta Maharaj (1897 - 1981).
Hij introduceerde Jean Klein en Douglas Harding in België en Nederland.

## Publicaties
- Jnana yoga Advait vedanta (Hilversum 1972)
- Vrij Zijn (Lochristi 1982) (Gesprekken naar aanleiding van de Ashtavakara Samhita)
- Yoga als kunst van het ontspannen (medeauteurs: Lewensztain, Malavika) (Spectrum 1977)
- Jezus & de yogi: Een boek over liefde & vrijheid (Eerste druk: 2020)
- Tao's Tuin: Je naaste liefhebben is je naaste zijn

### Vertalingen
- Maharaj, Shri Nisargadatta, Ik ben. Gesprekken over onze oorspronkelijke natuur (redactie: Maurice Frydman; Deventer: Ankh-Hermes, 1982)
- Maharaj, Shri Nisargadatta, Zijn. Over de oorspronkelijke natuur van de mens (redactie: Maurice Frydman; Deventer: Ankh-Hermes, 1983)